# Decisión Unánime
Una decisión unánime (UD) es un criterio ganador en varios deportes de combate de contacto completo, como boxeo, kickboxing, muay thai, artes marciales mixtas y otros deportes que involucran golpes y sumisión en los que los tres jueces acuerdan qué luchador ganó el combate.
En el boxeo, cada uno de los tres jueces lleva la puntuación (ronda por ronda) de qué luchador cree que está ganando (y perdiendo). Esto solo incluye golpes aterrizados en la cabeza o el cuerpo. En MMA, los jueces buscan diferentes criterios como patadas, derribos, puñetazos, rodillazos, codazos, control de jaula, intentos de sumisión y agresión. No se requiere que una decisión sea unánime para que un boxeador o artista marcial mixto obtenga una victoria. En la era moderna del boxeo olímpico, UD se utiliza con más frecuencia que otros resultados, incluidas las detenciones. La decisión unánime no debe confundirse con una decisión mayoritaria o una decisión dividida .

## Historia
En los primeros días de los deportes de combate, los ganadores se determinaban solo cuando una de las partes no podía continuar la pelea. El National Sporting Club comenzó a promover la lucha con guantes profesionales e introdujo el uso de oficiales y su capacidad para declarar el ganador de una pelea. Los oficiales comenzaron a usar un sistema de puntuación para determinar el ganador de la pelea y esto hizo que las decisiones unánimes fueran un resultado lógico.
Cualquier decisión sobre deportes de combate tiene el potencial de ser anulada. Algunas razones para esto pueden incluir errores de conteo, declaraciones erróneas y descalificación retroactiva debido a violaciones de las reglas. Nunca ha habido una decisión unánime anulada. 

## Decisiones unánimes notables
| Fecha                | Ganador              | Adversario     | notas |
| 8 de marzo de 1971   | Joe frazier          | Muhammad alí   | Por los títulos de peso pesado WBA, WBC y The Ring vacante                                                            |
| 28 de enero de 1974  | Muhammad alí         | Joe frazier    | Retuvo el título de peso pesado de la NABF                                                                            |
| 7 de marzo de 1987   | Mike Tyson           | James smith    | Retuvo el título de peso pesado del CMB; Ganó el título de peso pesado de la AMB; Serie de unificación de peso pesado |
| 11 de junio de 2009  | Georges St-Pierre    | Thiago Alves   | Defendió el campeonato de peso wélter de UFC.                                                                         |
| 2 de mayo de 2015    | Floyd Mayweather Jr. | Manny Pacquiao | Retuvo los títulos de peso wélter de la AMB (Unificado), el CMB y The Ring ; Ganó el título de peso wélter de la OMB  |
| 8 de febrero de 2020 | Jon Jones            | Dominick reyes | Defendió el Campeonato de peso semipesado de UFC.                                                                     |

## Decisiones unánimes polémicas
| Fecha                  | Ganador       | Adversario     | notas                                                           |
| ---------------------- | ------------- | -------------- | --------------------------------------------------------------- |
| 5 de diciembre de 1947 | Joe Louis     | Joe Walcott    | Las puntuaciones se dividieron a favor de Louis: 6-7, 8-6, 9-6. |
| 10 de abril de 2010    | B. J. Penn    | Frankie Edgar  | Perdió el Campeonato de Peso Ligero de UFC.                     |
| 4 de febrero de 2012   | Carlos Condit | Nick Díaz      | Ganó el campeonato interino de peso wélter de UFC.              |
| 2 de julio de 2017     | Jeff Horn     | Manny Pacquiao | Perdió el título de peso wélter de la OMB                       |

## Atletas notables

### Boxeo
- Floyd Mayweather Jr. - 20 victorias por UD
- Muhammad Ali - 18 victorias por UD
- Manny Pacquiao - 18 victorias por UD
- Joe Louis - 9 victorias por UD

### MMA
- Jon Jones - 9 victorias por UD
- Anderson Silva - 9 victorias por UD
- Georges St-Pierre - 10 victorias por UD
- Kamaru Usman - 9 victorias por UD